# BoJack Horseman
Bojack Horseman er en amerikansk tegneserie skabt af Raphael Bob-Waksberg. Serien omhandler den antropromorfiske hest Bojack Horseman som forsøger at navigere i misbrug, mislykkede forhold og efterlevnet af sin karriere som stjernen i den fiktive 90'er serie Horsin' Around. Serien udspiller sig primært i Hollywood.
| Sæson              | Sæson      | Respons           | Respons             |
| Sæson              | Sæson      | Rotten Tomatoes   | Metacritic          |
| ------------------ | ---------- | ----------------- | ------------------- |
|                    | 1          | 71% (28 reviews)  | 59/100 (13 reviews) |
|                    | 2          | 100% (22 reviews) | 90/100 (7 reviews)  |
|                    | 3          | 100% (31 reviews) | 89/100 (12 reviews) |
|                    | 4          | 97% (35 reviews)  | 87/100 (5 reviews)  |
|                    | 5          | 98% (48 reviews)  | 92/100 (6 reviews)  |
|                    | 6          | 96% (54 reviews)  | 93/100 (6 reviews)  |
| 91/100 (8 reviews) | 6          | 96% (54 reviews)  |                     |
| Gennemsnit         | Gennemsnit | 93%               | 85/100              |

Serien er generelt blevet godt modtaget og har fået gode anmeldelser.